# Букинобанты
Букинобанты — алеманское племя, жившее в районе современного города Майнца на реке Майн.
Римский историк Аммиан Марцеллин писал, что император Юлиан Отступник переправился через реку Рейн вблизи Майнца для переговоров с Макрианом, вождем букинобантов, а также с другими алеманскими вождями.
После нескольких восстаний против Римской империи Валентиниан I потерпел неудачу при попытке свергнуть Макриана. Валентиниан назначил Фраомара вождем букинобантов, но они отказались признать его законность.
В итоге, в 371 году Валентиниан был вынужден заключить союз с Макрианом.
Возможно, в рамках сделки с Макрианом в 371 году Валентиниан выслал Фраомара и его сторонников из Майнца в Британию.